# ملانی برنیه
ملانی برنیه (فرانسوی: Mélanie Bernier‎؛ زادهٔ ۵ ژانویهٔ ۱۹۸۵) یک هنرپیشه اهل فرانسه است. وی از سال ۲۰۰۰ میلادی تاکنون مشغول فعالیت بوده‌است. از فیلم‌هایی که بازی کرده‌است می‌توان خبرچین، ظرافت و قرار ملاقات دو ناشناس را نام برد.